# Westwood, Jefferson County, Kentucky
Westwood är en inkorporerad ort i Jefferson County i Kentucky. Vid 2020 års folkräkning hade Westwood 571 invånare.